# Personaggi di Beverly Hills 90210
Questa voce contiene un elenco dei personaggi presenti nella serie televisiva Beverly Hills 90210, andata in onda dal 1990 al 2000. 

## Cast
| Personaggio      | Interprete          | Stagione | Stagione | Stagione | Stagione | Stagione | Stagione | Stagione | Stagione | Stagione | Stagione |
| Personaggio      | Interprete          | 1        | 2        | 3        | 4        | 5        | 6        | 7        | 8        | 9        | 10       |
| ---------------- | ------------------- | -------- | -------- | -------- | -------- | -------- | -------- | -------- | -------- | -------- | -------- |
| Brandon Walsh    | Jason Priestley     |          |          |          |          |          |          |          |          |          |          |
| Brenda Walsh     | Shannen Doherty     |          |          |          |          |          |          |          |          |          |          |
| Steve Sanders    | Ian Ziering         |          |          |          |          |          |          |          |          |          |          |
| Kelly Taylor     | Jennie Garth        |          |          |          |          |          |          |          |          |          |          |
| Andrea Zuckerman | Gabrielle Carteris  |          |          |          |          |          |          |          |          |          |          |
| Dylan McKay      | Luke Perry          |          |          |          |          |          |          |          |          |          |          |
| David Silver     | Brian Austin Green  |          |          |          |          |          |          |          |          |          |          |
| Scott Scanlon    | Douglas Emerson     |          |          |          |          |          |          |          |          |          |          |
| Donna Martin     | Tori Spelling       |          |          |          |          |          |          |          |          |          |          |
| Cindy Walsh      | Carol Potter        |          |          |          |          |          |          |          |          |          |          |
| Jim Walsh        | James Eckhouse      |          |          |          |          |          |          |          |          |          |          |
| Jesse Vasquez    | Mark Damon Espinoza |          |          |          |          |          |          |          |          |          |          |
| Valerie Malone   | Tiffani Thiessen    |          |          |          |          |          |          |          |          |          |          |
| Nat Bussichio    | Joe E. Tata         |          |          |          |          |          |          |          |          |          |          |
| Clare Arnold     | Kathleen Robertson  |          |          |          |          |          |          |          |          |          |          |
| Ray Pruit        | Jamie Walters       |          |          |          |          |          |          |          |          |          |          |
| Carly Reynolds   | Hilary Swank        |          |          |          |          |          |          |          |          |          |          |
| Noah Hunter      | Vincent Young       |          |          |          |          |          |          |          |          |          |          |
| Janet Sosna      | Lindsay Price       |          |          |          |          |          |          |          |          |          |          |
| Matt Durning     | Daniel Cosgrove     |          |          |          |          |          |          |          |          |          |          |
| Gina Kincaid     | Vanessa Marcil      |          |          |          |          |          |          |          |          |          |          |

- Legenda:      nel cast principale;      nel cast ricorrente;      apparizione guest;      non presente nel cast.

## Personaggi principali

### Brandon Walsh
Brandon Walsh (interpretato da Jason Priestley; stagioni 1-9, guest stagione 10) è il protagonista della popolare serie televisiva Beverly Hills 90210 dalla prima e fino alla sesta puntata della nona stagione, trasmessa sulla televisione italiana negli anni novanta del XX secolo da Italia 1.
Nato nel novembre 1974, Brandon si trasferisce dal Minnesota alla California, per via del lavoro del padre Jim, insieme alla madre Cindy e alla sorella gemella Brenda. Brandon è un ragazzo idealista e concreto. Ottiene ottimi risultati, sia a scuola che al college, e ha la passione per il giornalismo, passione che in futuro diverrà il suo lavoro vero e proprio. Per le prime stagioni lavorerà come cameriere al Peach Pit di Nat Bussichio, luogo di ritrovo per i suoi amici. Come tutti gli altri protagonisti della serie, nelle prime stagioni frequenta il West Beverly High, dove fa immediatamente amicizia con Steve Sanders, che nel corso delle stagioni dovrà sistematicamente tirare fuori dai guai, e con Andrea Zuckerman, sua direttrice al giornale della scuola, che invece sviluppa una profonda cotta per lui. Più particolare invece è il rapporto con Dylan McKay, con il quale nel corso degli episodi alternerà momenti di amicizia ad altri di profonda rottura. Dylan, inizialmente è il ragazzo di Brenda, e la cosa non è molto ben vista a casa Walsh. Per tale ragione la relazione fra Brenda e Dylan sarà causa di tensioni anche fra Brandon e Dylan. In seguito i due ragazzi si contenderanno il cuore di Kelly Marlene Taylor. Appunto Kelly sarà uno dei punti di riferimento della vita sentimentale di Brandon tanto che i due nell'ottava stagione pensano anche al matrimonio. Nonostante il grande amore, le nozze non vengono celebrate, per colpa anche di Valerie, perché come si scoprirà in seguito è proprio lei a convincere Brandon a non sposare la tanto amata Kelly. Nella seconda stagione invece il rapporto amoroso principale sarà quello con Emily Valentine, ragazza con gravi problemi psichici, che dovrà allontanarsi da Beverly Hills per potersi curare. Nella quarta stagione, tuttavia Brandon tornerà a cercarla. Nel corso della serie ha avuto diverse relazioni, le più importanti con Lucynda Nicholson (un insegnante sposata), con Nikki Witt (terza stagione), con la giornalista Susan Keats (sesta) e con la bella Tracy Gaylian (settima). All'inizio della quinta stagione assiste anche alla morte in un incidente stradale del suo amico Josh Richland. Un anno dopo la laurea, Brandon accetterà un'offerta di trasferimento a New York per poter lavorare al giornale Washington Bureau, uscendo di scena. Riapparirà nell'ultima puntata della serie quando, al matrimonio di David e Donna, invierà un messaggio di auguri ai suoi vecchi amici.

### Brenda Walsh
Brenda Walsh (interpretata da Shannen Doherty; stagioni 1-4) è la protagonista delle prime quattro stagioni di Beverly Hills 90210, serie trasmessa negli anni novanta su Italia 1, e personaggio ricorrente nella prima stagione dello spin-off 90210, in onda su Rai 2 dal 2009. È doppiata da Georgia Lepore in Beverly Hills 90210 e da Barbara Berengo Gardin in 90210.
Nata in Minnesota, nel novembre 1974, assieme al fratello gemello Brandon e ai genitori Jim e Cindy si trasferisce a Beverly Hills, per studiare al West Beverly High, in compagnia delle sue migliori amiche, Kelly e Donna. Amante dei viaggi e dell'arte, Brenda vive una storia importante con Dylan, ragazzo con il quale perde la verginità ma non molto amato dai suoi genitori. Infatti dopo essere tornata a casa tardi per l'ennesima volta, il padre di Brenda le vieta di andare via per il weekend con Dylan e quindi i due di nascosto dalla famiglia fuggono in Messico, ma per la mancanza dei documenti di identità di Brenda vengono fermati alla frontiera facendo sapere la verità ai Walsh. Non servirà a molto l'ordine di papà Jim di non vedere più l'amato ragazzo, visto che la testarda Brenda prende vestiti e bagagli e si trasferisce dal giovane McKay. La convivenza non si rivela facile e per trovare un accordo anche con i propri genitori, Brenda decide di partire per Parigi per schiarirsi le idee, non sapendo che durante la sua assenza l'amato ragazzo intreccia una relazione con l'amica Kelly, storia che metterà fine alla loro relazione. Ribelle di natura, Brenda non si lascia sfuggire la tentazione del matrimonio. Durante la sua ultima stagione conosce Stuart, ragazzo di ottima famiglia, che le fa battere il cuore più per il suo ceto sociale che per altro, e con il quale fugge a Las Vegas per sposarsi. All'ultimo momento il matrimonio viene interrotto, non grazie alla famiglia ma grazie al ripensamento di Brenda che capisce di essere ancora giovane per un passo così importante. Successivamente Brenda sostiene il provino per interpretare il personaggio di Maggie in "La gatta sul tetto che scotta" nella trasposizione teatrale del famoso regista inglese Roy Randolph, che dopo aver riconosciuto le sue grandi doti recitative la inviterà a svolgere uno stage alla Royal Academy di Londra. La giovane Walsh lascia la città per seguire il sogno di diventare attrice, partendo per Londra e decidendo poi di rimanervi per gli anni successivi. La scena che le dà l'addio definitivo termina con Brenda e Dylan che si salutano dicendosi di amarsi, per poi lasciarsi andare ad un bacio profondo. Il personaggio di Brenda è stato comunque nominato nelle stagioni seguenti. Valerie durante la 5ª stagione dice "Sono stata gelosa di Brenda", per poi replicare "Io non sono Brenda e non sarò mai come Brenda"; e nella 6ª stagione durante una discussione con Kelly dice "Ho sentito di un'estate in cui Kelly ha sottratto Dylan alla povera Brenda". In seguito toccherà a Brandon citarla diverse volte, dicendo di averla sentita telefonicamente. Nell'episodio 6x10 Brenda manda un telegramma a Dylan, in occasione delle sue nozze con Antonia, dicendo che lo amerà per sempre. Alla fine della 6ª stagione Brandon, Kelly, David e Donna scoprono che Dylan si è trasferito a Londra e vive insieme a Brenda avendo ripreso la loro relazione amorosa (episodi 6x31 e 6x32). Nella 7ª stagione Brandon andrà a trovare i suoi genitori ad Hong Kong dove troverà solo suo padre: Jim dice "Tua madre è a Londra da Brenda che si è presa la mononucleosi". Anche Kelly cita il nome di Brenda quando chiede a Brandon cosa vorrebbe ricevere la sorella per Natale. Nell'8ª stagione Kelly e Brandon, in procinto di sposarsi, mandano un invito a Brenda e Dylan che rispondono dicendo di non poter partecipare al ricevimento nuziale. Durante la 9ª stagione, Dylan rivela a Kelly che lui e Brenda si sono lasciati già da due anni (qui vi è un errore temporale di sceneggiatura, in quanto solo pochi mesi prima, per il matrimonio di Brandon e Kelly, risultava che lui e Brenda vivessero ancora insieme). Nell'ultimo episodio Andrea ricorda il pigiama-party che Brenda aveva organizzato durante la prima stagione. Nella prima stagione del telefilm 90210, Brenda torna a Beverly Hills per le date della sua tournée che si terrà in un teatro della città e, a sorpresa, dirige il musical "Risveglio di primavera" nel suo vecchio liceo, la "West Beverly Hills High", grazie all'aiuto di Kelly, con la quale, nel corso delle puntate, riconsolida il forte legame di un tempo. Inoltre, si scopre che Brenda, in passato, era già tornata in California per conoscere il figlio della sua amica Kelly, nato dalla relazione con Dylan. Si viene anche a conoscenza che Brenda non può avere figli: questa, infatti, esprime il desiderio di adottarne uno. Nell'ultima puntata della prima stagione, Brenda torna da un viaggio in Cina e confessa di aver preso in adozione una bambina. Nelle stagioni successive, il personaggio di Brenda non viene più menzionato.

### Steve Sanders
Steve Sanders (interpretato da Ian Ziering; stagioni 1-10) è uno dei protagonisti della serie televisiva Beverly Hills 90210, trasmessa negli anni novanta su Italia 1. È doppiato in Italia da Oreste Baldini.
Nella prima stagione Steve è il tipico esempio di Beverly Hills: ragazzo ricco, figlio di una famosa attrice, con villone e belle macchine. Ma la cosa che Steve vuole è Kelly Taylor. Dalle prime immagini dell'Episodio Pilota si capisce che Kelly e Steve sono stati fidanzati per un po', poi lei ha detto basta. Steve è il migliore amico di Brandon Walsh. Durante tutta la serie i due ne combinano di tutti i colori insieme. Per le prime tre stagioni, Steve cercherà in tutti i modi di riconquistare Kelly. Ma quando conosce Celeste Lundy all'inizio della quarta stagione, Steve sembra dimenticare Kelly. Steve e Celeste sembrano inseparabili, ma quando lei decide di sposare un altro, Steve decide che vuole tornare con Kelly. Il tempismo di Steve però non è dei migliori, perché il giorno in cui decide di chiedere a Kelly di riprovarci, lei lo batte sul tempo dicendogli che si è fidanzata con Brandon. Ma Steve non resterà nella sua stanza a piangere. Di lì a poco, il ragazzo instaurerà una relazione con Valerie Malone. Steve sembra finalmente felice, ma anche questa volta qualcosa rovina la storia d'amore: Kelly coglie infatti Valerie in atteggiamenti compromettenti con Dylan McKay. Dopo aver lasciato Valerie, Steve si consolerà tra le braccia di Clare Arnold. I due decidono di andare a vivere insieme nella vecchia casa dei Walsh dopo che Brandon è rimasto solo ad abitarla. Ma quando Samantha Sanders, la madre di Steve, comincia a uscire con il padre di Clare il rapporto tra i due ragazzi entra in una crisi che terminerà con la partenza di Clare verso Parigi. Dopo aver curato le ferite lasciate da Clare, Steve comincerà a uscire con Carly Reynolds, una ragazza madre che lo lascerà poco dopo. Finalmente Steve si sistemerà tra la nona e la decima stagione, quando conoscerà e sposerà Janet Sosna, la quale gli darà una bambina. Ma i problemi di Steve non sono stati solo sentimentali, anche scolastici. Nella terza stagione, Steve entrerà nella scuola di notte per modificare i suoi voti. Successivamente Steve sarà l'organizzatore di scommesse clandestine mentre nella settima stagione assiste impotente alla morte a causa di un'overdose del suo amico Dick Harrison.
Nonostante tutti i problemi causati da Steve nel corso della serie, il suo amico Brandon gli ha sempre fatto da consigliere aiutandolo a ritrovare la retta via.

### Kelly Taylor
Kelly Marlene Taylor, interpretata da Jennie Garth, è un personaggio immaginario e personaggio femminile protagonista del franchise, di Beverly Hills 90210 per la maggior parte della durata del programma. Inizialmente viene presentata come una "teenager attaccabrighe e viziata ", il ruolo fu poi gradualmente ampliato dai produttori. Successivamente, Kelly divenne fondamentale per lanciare il primo spin-off (Melrose Place), ella fu descritta come una persona compassionevole, che ha superato molti pericoli e sfide personali, ed ha attratto molti pretendenti e molti triangoli amorosi. Appare frequentemente nel corso della serie, il personaggio è noto per il suo sviluppo dalla gioventù all'età adulta. Kelly appare centralmente nella maggioranza degli show che compongono il franchise di Beverly Hills 90210. Oltre al suo ruolo nel lancio dello spin-off Melrose Place, la Garth è stata la prima attrice dello show originale ad essere stata richiamata nel cast nel terzo spin-off, 90210. Dopo essere stata quella che più è apparsa nelle prime stagioni, così come in più episodi di qualunque altro personaggio durante la continuità, lei è di fatto il personaggio centrale del franchise di Beverly Hills 90210. L'interpretazione della Garth ha raccolto consensi dai critici e dai suoi colleghi. In un articolo del 1995 di Mary Murphy, TV Guide, ha dichiarato che " il suo ruolo da protagonista- quello della sensibile, seducente e torturata Kelly Taylor- ha sfruttato l'essenza dell'angoscia adolescenziale e l'ha portata ad un grande successo cultuale". Gli attori Jason Priestley, Grant Show e Sara Foster hanno espresso ammirazione per il lavoro della Garth. In un articolo del 2009, Nellie Andreeva di The Hollywood Reporter ha definito, il personaggio di Kelly "organico per l'ambiente di 90210." È doppiata in Italia da Lorena Bertini in Beverly Hills 90210 e da Daniela Calò in 90210.

### Andrea Zuckerman
Andrea Zuckerman (interpretata da Gabrielle Carteris; stagioni 1-5, guest stagioni 6, 8 e 10) è una delle protagoniste della serie televisiva Beverly Hills 90210, trasmessa negli anni novanta su Italia 1. È doppiata in Italia da Francesca Guadagno. Iscritta al West Beverly High School e amica di Brandon e Steve, Andrea è una ragazza dedita allo studio e alle attività sociali. Principale redattrice del giornale West Beverly Blaze, nel tempo libero ama dedicarsi agli altri, partecipando spesso ad associazioni benefiche. Infatti nella prima stagione è una centralinista di un call-center che aiuta molte persone in difficoltà, in seguito lavora come animatrice con dei bambini bisognosi di aiuto. Molto affezionata a nonna Rose, la prima storia d'amore importante la vive durante la quarta stagione, con un professore dell'università di nome Dan. Durante l'ultimo anno di permanenza a Beverly Hills, conosce Jesse Vasquez, aspirante avvocato che lavora come cameriere per mantenersi. Dal loro amore nasce Hannah, creatura che mette in seria difficoltà il rapporto di coppia, visto che Andrea tradisce il consorte con un infermiere che ha in cura la piccola Hannah e il marito ha una relazione con una collega. Si risolve tutto grazie a Dylan e alla volontà dei due ragazzi di ristabilire il rapporto. Andrea lascia Beverly Hills alla fine della quinta stagione per trasferirsi a Yale assieme a figlia e consorte. Gabrielle Carteris torna a vestire i panni di Andrea Zuckerman nel 1998 per la riunione degli ex-studenti del West Beverly High e nel 2000 per le nozze di David e Donna avvenute nell'episodio conclusivo della serie, ammettendo per l'occasione di essersi separata da Jesse.

### Dylan McKay
Dylan Michael McKay, interpretato da Luke Perry, (stagioni 1-6, 9-10) è uno dei protagonisti della serie televisiva Beverly Hills 90210, trasmessa negli anni novanta su Italia 1. È doppiato in Italia da Francesco Prando. Figlio di un miliardario di Beverly Hills, Dylan è un ragazzo tenebroso e solitario a prima vista, ma conoscendolo si scopre avere un cuore d'oro: ama la poesia, la musica, i vecchi film e la compagnia delle belle ragazze. Dylan è il migliore amico di Brandon, si conoscono a scuola quando Dylan difende Scott Scanlon da due bulli e da allora divengono amici. Nelle prime stagioni il giovane McKay fa coppia con Brenda, la sorella di Brandon, con la quale instaura un rapporto di tira e molla. Dopo aver fatto per la prima volta l'amore, Brenda teme di essere rimasta incinta di Dylan e lo lascia. Ma quando Brenda vede il ragazzo uscire con Emily Valentine (destinata poi a diventare la ragazza di Brandon) capisce di amarlo e vuole tornare con lui. La storia d'amore tra i due ricomincia e va sempre meglio, finché Brenda non parte per Parigi con l'amica Donna e Dylan inizia a provare qualcosa per Kelly. Di ritorno dalla Francia, vari problemi e la presenza di Kelly turbano i rapporti di Brenda con il suo ragazzo e il tutto termina con una rottura definitiva. 
Inoltre il padre di Dylan, Jack McKay, muore a causa di un'esplosione provocata da non identificati nemici proprio quando iniziava ad instaurare un legame profondo col proprio figlio. Dylan eredita una fortuna. Nella quarta stagione Brenda capisce di amare sempre di più Dylan e vederlo con Kelly le fa male. La ragazza decide quindi di lasciare Beverly Hills e trasferirsi a Londra. Nell'ultima scena, Brenda confessa a Dylan di amarlo ancora e lui, che ha appena rotto con Kelly, la saluta con un bacio. Nella quinta stagione Dylan ricade nell'alcolismo, distrutto dalla truffa ai suoi danni di una ex di suo padre e dalla nostalgia di Kelly. Tra un drink e un altro instaura una relazione clandestina con Valerie Malone, finta brava ragazza dell'ignaro Steve Sanders. Grazie a Kelly e Brandon, che nel frattempo si sono fidanzati, Dylan viene ricoverato in disintossicazione ed ha molto tempo per riflettere sui suoi sentimenti e progetti: partecipa alla scrittura di un film, aiuta Kelly a superare un brutto momento, recupera il proprio denaro grazie all'aiuto di un investigatore privato e capisce di essere legato a Kelly in un modo che non può più ignorare. Le propone di partire con lui per un giro intorno al mondo, provocando in Brandon l'immediata reazione di una proposta di matrimonio. La ragazza, combattuta dalla scelta che deve prendere, decide di rifiutare entrambe le proposte. Nell'ultimo episodio Dylan rischia di essere ucciso dal losco imprenditore Tom Rose, invischiato con l'omicidio di suo padre Jack. Nella sesta stagione, Dylan scopre che l'assassino del padre è un uomo d'affari di nome Toni Marchette. Il ragazzo cerca così di avvicinarlo cominciando a frequentare sua figlia, Antonia, ma con il tempo si innamora di lei e finisce per sposarla, mandando per aria il residuo di rapporto che aveva con Kelly. Il giorno delle nozze Toni prepara una trappola a Dylan, ma ne cade vittima Antonia. Dopo la morte della moglie, Dylan si trasferisce a Londra da Brenda (Luke Perry lascia così il cast di Beverly Hills 90210). Nella nona stagione Dylan fa il suo grande ritorno a Beverly Hills sconvolgendo la vita di Kelly, che intanto si è fidanzata con l'avvocato Matt Durning. Il ragazzo rivela di aver fatto diverse esperienze in giro per l'Europa, dopo aver lasciato Brenda due anni prima e di essere ancora innamorato di Kelly, nonostante non abbia ancora superato il trauma per la morte della moglie. Al rifiuto della ragazza di riprendere la loro relazione, Dylan inizia a frequentare la cugina di Donna Gina e a fare uso di sostanze stupefacenti quando scopre che la tomba di Antonia è stata spostata in un altro cimitero dal padre prima di suicidarsi. Dylan riesce ancora una volta a disintossicarsi e continua la sua relazione con Gina fino alla prima metà della decima stagione, quando la ragazza gli propone di lasciare Los Angeles, mentre lui sente riaffiorare i sentimenti per Kelly in tutta la loro prepotenza. La decima stagione è anche quella in cui Dylan scopre che suo padre è ancora vivo, protetto dallo Witness Protection Program. Inizialmente furioso con lui per essere stato tenuto all'oscuro, Dylan finisce per incontrarlo e perdonarlo grazie a Kelly, che riesce a mettere in contatto padre e figlio. Kelly sfiora il matrimonio con Matt, ma nell'ultimo episodio, durante le nozze di Donna e David, lei e Dylan tornano insieme. 
Nello spin-off 90210 si viene a sapere che Dylan e Kelly hanno avuto un figlio di nome Sam, ma si sono nuovamente separati.
Luke Perry lasciò Beverly Hills, 90210 nell'autunno del 1995 perché voleva perseguire altri progetti. Tornò nel 1998 e rimase per il resto della serie, ma fu accreditato come "Special Guest Star", proprio come Heather Locklear era in Melrose Place. Dylan McKay era considerato uno dei personaggi più popolari e un abile conquistatore.

### David Silver
David Silver (interpretato da Brian Austin Green; stagioni 1-10). È doppiato in Italia da Giorgio Borghetti. David è il più giovane della compagnia: durante la prima stagione è un ragazzino che vuole fare amicizie e soprattutto rimorchiare, ma verrà preso in considerazione dal resto del gruppo solo successivamente. David è il miglior amico di Scott, un ragazzo che nella seconda stagione muore dopo un tragico incidente. Da quel momento in poi David si legherà molto a Donna Martin: la loro relazione si concluderà con il matrimonio durante l'ultima puntata. Durante tutta la serie tv avrà delle relazioni con Clare, Valerie, Gina e altre ragazze di passaggio. David è un ragazzo buono, protettivo e tranquillo ma molto fragile (nella quarta stagione avrà seri problemi con la droga), inoltre è un appassionato di musica e sarà la voce del West Beverly High e della radio dell'università. Lega un po' con tutti ma soprattutto con Kelly; i due sono praticamente fratellastri, visto che la madre di Kelly e il padre di David avranno una figlia, Erin Silver, e si sposeranno. In 90210 scopriamo che David vive in Giappone con Donna e hanno una figlia, Ruby Silver. Purtroppo, in seguito alla nostalgia di Donna per Beverly Hills e la voglia di restare con David in Giappone, i due vivono una crisi di coppia.

### Scott Scanlon
Scott Scanlon (interpretato da Douglas Emerson; stagione 1, ricorrente stagione 2) è il migliore amico di David Silver nella prima stagione di Beverly Hills 90210. David in seguito, diventando amico di Kelly, Donna e gli altri, acquisisce popolarità all'interno della scuola, finendo per trascurare la sua amicizia con Scott. La sera del proprio compleanno, Scott per impressionare l'amico, fa ruotare una pistola della collezione del padre su un dito. Però inavvertitamente parte un colpo dalla pistola, uccidendolo.

### Donna Marie Martin
Donna Marie Martin (interpretata da Tori Spelling; stagioni 1-10; è doppiata in Italia da Alessandra Korompay) è l'angelica, candida e ingenua migliore amica di Brenda e Kelly con cui condividerà un'importante fetta di adolescenza. Succube di una madre autoritaria e poco permissiva, Donna cresce seguendo alla lettera la rigida morale cattolica che vieta il sesso prima del matrimonio. La sua verginità è una sorta di "tormentone" della serie, visto che questa decisione accompagnerà Donna nel bene e nel male nel corso delle stagioni, connotando fortemente i suoi rapporti con l'altro sesso. Tuttavia, il suo primo uomo sarà David subito dopo la laurea. Per lei si alterneranno vari uomini, tra i quali il più importante Noah Hunter col quale andrà quasi a vivere insieme. Alla fine (circa 3 puntate prima della fine della serie) scopre di essere stata sempre innamorata di David e i due si sposeranno nell'ultima puntata del telefilm.
Il personaggio di Donna viene ripreso nella serie spin-off 90210 dove partecipa in due episodi della prima stagione: Donna è diventata una grande stilista famosa in Giappone, dove vive insieme al marito e alla loro unica figlia, ma una volta tornata a Beverly Hills Donna rivela a Kelly di volersi trasferire definitivamente nella ricca cittadina, ma questa scelta comporterà la fine del suo matrimonio. Donna apre un negozio a Beverly Hills dove vende i propri capi, ma nel corso delle puntate non viene più menzionata.

### Jim Walsh
Jim Walsh (interpretato da James Eckhouse; stagioni 1-5, guest stagioni 7-8) è il padre di Brandon e Brenda, nonché marito di Cindy. 
Lavora come contabile e trasferisce la sua famiglia dal Minnesota fino a Beverly Hills proprio per lavoro. È un uomo comprensivo e affettuoso. Nei primi periodi si dimostra fin troppo protettivo nei confronti di Brenda, per poi diventare via via sempre più tollerante. Dalla quinta stagione, sia lui che sua moglie lasciano Beverly Hills per trasferirsi ad Hong Kong, ritornando occasionalmente nel corso della sesta, settima ed ottava stagione.

### Cindy Walsh
Cindy Walsh (interpretata da Carol Potter; stagioni 1-5, guest stagioni 6 e 8) è la moglie di Jim, e madre amorevole dei gemelli Brandon e Brenda. Cindy diventa un punto di riferimento per praticamente tutti i giovani protagonisti della serie. La sua devozione nei confronti del marito la porta a seguirlo in ogni trasferimento dovuto al lavoro di Jim. Cindy infatti lascia Beverly Hills per seguire il marito ad Hong Kong, lasciando la propria abitazione al figlio Brandon. Ritorna a Beverly Hills come guest star nel 1996 e nel 1998.

### Jesse Vasquez
Jesse Vasquez (interpretato da Mark Damon Espinoza; stagione 5, ricorrente stagione 4) è un giovane studente di legge ispanico che lavora come cameriere per mantenersi. Durante un matrimonio, Jesse incontra Andrea e i due si fidanzano. Dopo poco Andrea rimane incinta di Hannah e i due si sposano. La coppia conosce una certa crisi quando Andrea tradisce il consorte con un infermiere che ha in cura Hannah e Jesse fa lo stesso con una collega. Si sistema tutto grazie a Dylan, l'unico a sapere la verità e che riesce a far rinnamorare la coppia. Lascerà la serie alla fine della quinta stagione, accompagnato dalla consorte e dalla figlia. In seguito Andrea ritornerà come ospite in alcuni episodi, dichiarando nell'ultima puntata della serie di aver divorziato da Jesse.

### Valerie Malone
Valerie Malone (stagioni 5-9, guest stagione 10) è interpretata da Tiffani-Amber Thiessen e doppiata in Italia da Barbara De Bortoli. Valerie Malone entra in scena nel primo episodio della quinta stagione, intitolato "L'arrivo di Valerie" sostituendo il personaggio di Brenda (Shannen Doherty). Valerie è figlia di amici della famiglia Walsh. Si iscrive all'Università della California, ed è ospitata nella vecchia stanza di Brenda, da Cindy e Jim. A prima vista Valerie sembra una brava e tranquilla ragazza di Buffalo, ma in poco tempo si scopre essere una Bad Girl, una ragazza senza troppi freni inibitori, capace di sconvolgere l'equilibrio del gruppo. La prima ad accorgersi di questo lato nascosto di Valerie è Kelly Taylor, che la sorprende a fumare marijuana. Durante tutta la serie il rapporto tra Kelly e Valerie va sempre più a raffreddarsi. Non succede lo stesso con il rapporto che Valerie instaura con gli uomini di Beverly Hills, seduce Dylan McKay dopo che Jim e Cindy le dicono di stargli alla larga, successivamente esce con Steve. Il rapporto con Steve Sanders sembra essere serio, ma la scoperta (da parte di Kelly) di Dylan e Valerie nel retro del Peach Pit in atteggiamenti molto intimi rovina questa nuova storia. Valerie cerca di farsi perdonare, ma senza ottimi risultati perché si innamora di Dylan, cerca di essergli vicino durante il periodo della disintossicazione, ma lui le chiarisce più volte di non essere innamorato di lei, ma di provare solo un'attrazione fisica nei suoi riguardi. Un'altra scottante verità su Valerie viene fuori durante un viaggio nel quale la ragazza partecipa in compagnia di Clare Arnold, Kelly e Donna Martin: il fidanzato di quest'ultima, Ray Pruit, ha tradito Donna con Valerie. Dopo Valerie trova conforto tra le braccia di David Silver. Una storia importante che li tiene insieme, anche se co alti e bassi, fino al settimo episodio della nona stagione, quando Valerie decide di lasciare Beverly Hills. Intreccia una relazione anche con Colin Robins, ex fidanzato di Kelly, un artista ma al tempo stesso cocainomane che finisce dopo circa un anno in prigione, lasciando Valerie piena di debiti, da pagare a causa sua. Nella settima stagione si innamora di un uomo, un ricco e maturo consulente finanziario, che prima la seduce e poi la lascia, poiché in realtà lui è un uomo sposato. Per questo motivo Valerie inventa una fittizia gravidanza ed un finto aborto per estorcere a quest'uomo circa 100.000 dollari, per poter finalmente risollevare dalla crisi il suo locale il Peach Peat by night, che sta affrontando momenti critici a causa della concorrenza. Intrattiene ancora altre relazioni con Tom, un amico di Buffalo e con un attore che le farà varcare la soglia di Hollywood. La sua ultima relazione basata su scopi economici, è quella con Noah, che quando scopre la vera natura di Valerie, decide di lasciarla definitivamente per stare insieme a Donna. Da questo momento si reinnamora di David, ed andrà a vivere con lui per quasi un anno. Non ha un rapporto solido con sua madre. In realtà non riesce a perdonarle di non averla protetta, quando a poco più di undici anni suo padre, di notte, entrava nella sua camera da letto e la violentava. Incubo che è durato fino a quando Valerie decide di porre fine a questo strazio, uccidendo l'uomo e inscenando poi un finto suicidio, che rivelerà a sua madre solo cinque anni dopo. Combatte con questo orrendo ricordo per tanti anni. Il suo comportamento cattivo nei confronti degli altri è scaturito dai traumi che Valerie ha dovuto affrontare da bambina. Dopo aver incolpato sua madre di essere una delle cause della sua tremenda sofferenza, la tradisce andando a letto con il suo patrigno. Valerie confesserà a sua madre la verità riguardo al suicidio di suo padre. Lei all'inizio scossa, minaccia di denunciarla alla polizia, fino a quando non sarà lei stessa ad incitarla a dimenticare quanto successo e di non dover denunciare se stessa per il senso di colpa. Alla fine Valerie reinstaura un buon rapporto con sua madre Abby, decidendo di ritrasfersi da lei a Buffalo, dopo l'ennesima lite con i suoi amici, che però porrà anche fine all'odio che c'è tra lei e Kelly e alla diffidenza che nutrono gli altri nei suoi confronti. L'attrice Tiffani-Amber Thiessen è tornata a vestire i panni di Valerie Malone nell'episodio conclusivo della serie, "Addio Beverly Hills", come Special Guest Star, con il nome di Tiffani Theissen. Valerie è stato in assoluto uno dei personaggi-protagonisti, più importanti del grande fenomeno Beverly Hills, 90210. Ha trasformato l'attrice Tiffani-Amber Thiessen nel corso degli anni '90 in un vero e proprio sex-simbol. Tiffani-Amber Thiessen nel 2008 ha rifiutato di reinterpretare Valerie Malone nel nuovo spin-off 90210.

### Nat Bussichio
Nat Bussichio (interpretato da Joe E. Tata; stagioni 6-10, ricorrente stagioni 1-5) è il proprietario e gestore del Peach Pit, nonché il comproprietario del night club After Dark. Brandon Walsh ha lavorato come cameriere al Peach Pit per diversi anni, sviluppando, sia lui sia i suoi amici, una profonda amicizia nei confronti di Nat. Grazie a Dylan McKay, Nat desiste dal vendere il Peach Pit, dopo aver avuto un infarto per il troppo lavoro. È stato un attore cinematografico negli anni Sessanta e all'epoca aveva avuto una relazione con Jonie, un'attrice sua collega. Nat e Jonie si ritrovano diversi anni dopo e con la complicità dei ragazzi si rimettono insieme per poi sposarsi e avere anche un figlio.

### Clare Arnold
Clare Arnold (interpretata da Kathleen Robertson; stagioni 6-7, ricorrente stagioni 4-5) è la giovane figlia del Rettore della California University, frequentata da Brandon e il resto della compagnia, ed è un anno più piccola degli altri. Dopo avere tentato a lungo e invano di sedurre Brandon, Clare ha delle avventure sentimentali con quasi tutti i personaggi maschili della serie, soprattutto David e Steve. Lascia la serie alla fine della settima stagione per trasferirsi a Parigi con il padre.

### Ray Pruit
Ray Pruit (interpretato da Jamie Walters; stagione 6, ricorrente stagione 5, guest stagione 7) è un giovane cantautore che si mantiene lavorando come operaio e cattura l'attenzione di Donna, con cui rimane fidanzato per un anno. Tuttavia le sue attitudini alla violenza e lo scarso controllo dei propri impulsi, finiscono per far terminare la storia. Rimarrà ossessionato da Donna per lungo tempo. Cantante di punta del locale Peach Pit, non resiste alla tentatrice Valerie, tentazione che gli costa molto cara visto che è costretto ad abbandonare la città per poter seguire la propria carriera musicale. Lascia la serie alla fine della sesta stagione.

### Carly Reynolds
Carly Reynolds (interpretata da Hilary Swank; stagione 8) è una ragazza-madre, trasferitasi a Beverly Hills per trovare un lavoro e cominciare una nuova vita. Tenta in ogni modo di evitare relazioni sentimentali per non ferire più suo figlio Zack, salvo poi innamorarsi di Steve, che l'aiuta a trovare lavoro e ad inserirsi nel gruppo. Tuttavia, Carly è costretta a lasciare Beverly Hills con suo figlio per assistere suo padre malato.

### Noah Hunter
Noah Hunter (interpretato da Vincent Young; stagioni 8-10) è l'erede di un'immensa fortuna, lasciatagli dal padre (che in seguito morirà suicida). Il suo esordio nella serie avviene nel 1º episodio dell'ottava stagione quando durante una vacanza alle Hawaii conosce tutti i protagonisti. In seguito intreccia una tormentata relazione con Valerie rapporto che termina quando l'affascinante ragazza lo lascia per un uomo più facoltoso. I due rimangono comunque ottimi amici, tanto che assieme gestiscono il locale Peach Pit by Night, ma i guai fra i due non finiscono qui. Infatti, a causa di una droga che il fratello di Noah mette nel bicchiere di Valerie, i due finiscono a letto assieme, e Noah in tribunale per tentato stupro. In seguito vive un'avventura con Gina, ma il suo principale interesse sentimentale resterà sempre Donna, amore che subisce una piccola crisi quando la ragazza prova un sentimento per un modello di nome Wayne. Ha dei seri problemi di alcolismo, causati anche dalla morte del padre.

### Janet Sosna
Janet Sosna (interpretata da Lindsay Price; stagioni 9-10, ricorrente stagione 8) è una giovane redattrice del Beverly Beat, dove lavorano Brandon e Steve. Janet realizzerà i propri sentimenti per Steve e lo sposerà dandogli una figlia (Madeline). Dopo aver venduto il Beat, fonderanno un nuovo giornale insieme.

### Matt Durning
Matt Durning (interpretato da Daniel Cosgrove; stagioni 9-10) è un giovane avvocato, proprietario di un ufficio nello stesso complesso in cui si trova la boutique di Kelly e Donna. Matt e Kelly hanno una relazione, messa seriamente in discussione quando Matt assume la difesa dell'uomo che ha molestato Kelly. Tuttavia Matt è già sposato con una donna che ha gravi problemi psichici. Alla fine Matt lascerà Kelly all'uomo che lei ama maggiormente, cioè Dylan McKay.

### Gina Kincaid
Gina Kincaid (interpretata da Vanessa Marcil; stagioni 9-10) arriva a Beverly Hills il giorno del ringraziamento, proprio quando Valerie lascia la città per tornare a Buffalo e nello stesso giorno in cui Dylan, rientra a casa dopo un lungo viaggio in giro per il mondo. Cugina di Donna Martin, Gina scopre che il padre, creduto morto anni prima, è in realtà il Dr.Martin (il padre di Donna), cosa che crea un certo conflitto tra la sorellastra e Felice Martin (la mamma di Donna). La signora infatti pur di mantenere il segreto, ricatta Gina offrendole un'enorme cifra di denaro. Comunque sia la determinazione e la volontà di riallacciare i rapporti con il padre non fermano Gina, che all'insaputa di Felice si incontra con il Dr.Martin per svolgere esercizi di ginnastica. La favola dura poco però visto che l'uomo muore tra le braccia di Gina a causa di un infarto. Per quanto riguarda l'amore, dopo un'avventura con Noah, Gina intreccia relazioni con David e Dylan, storia tormentata che termina quando la donna scopre il tradimento con la rivale Kelly. Gina abbandona Beverly Hills il giorno del funerale del padre di Donna, viene comunque ricordata nelle puntata finale della serie prima da David e Dylan che durante la festa di addio al celibato la definiscono la ragazza più brava a fare sesso e poi da Donna quando cita i biglietti degli inviti a nozze.